# فوستوتشنيي (ساهالين)
فوستوتشنيي (بالروسية: Восточный) هي مدينة في مقاطعة ساخالين أوبلاست في روسيا.
يبلغ عدد سكانها حوالي 938 نسمة.